# Шнайдр, Йозеф (шахматист)
Йозеф Шнайдр (чеш. Josef Šnajdr, 3 марта 1931 — 28 августа 2015) — чехословацкий и чешский шахматист, международный мастер ИКЧФ.
Известен по выступлениям в заочных соревнованиях. Являлся одним из сильнейших чехословацких переписочников 1960—1970-х гг.
В составе сборной Чехословакии стал победителем 5-й заочной олимпиады (1965—1968 гг.) и серебряным призером 6-й заочной олимпиады (1968—1972 гг.). На 5-й олимпиаде, выступая на 1-й доске, в 8 партиях одержал 4 победы (в том числе над Х. Риттнером и С. Бернстайном), 2 партии свел вничью (с В. П. Загоровским и Х. В. Дюнхауптом) и 2 проиграл (Э. Арнлинду и Ш. Фазекашу).